# Masacre de la Baixada
La Masacre de la Baixada (nombre con el que se popularizó en los medios locales), fue una masacre que involucró a agentes de policía ocurrida la noche del 31 de marzo de 2005, cuando policías militares mataron a tiros a 29 personas e hirieron a otras dos en distintos puntos de los municipios de Nova Iguaçu y Queimados, en la Baixada Fluminense. Fue la mayor masacre en la historia de Río de Janeiro.

## Historia

### Delito
Cinco policías militares vestidos de civil se reunieron en un bar, en el centro de Nova Iguaçu, la noche del 31 de marzo de 2005, donde manifestaron su descontento por el endurecimiento de las normas impuestas tras un cambio de mando en una serie de batallones de la PM en la región. Enojados, planearon vengarse del mando de la corporación practicando el terrorismo para provocar el caos social.
Cuatro de los cinco policías salieron del bar en un Gol y comenzaron a disparar al azar por las calles de Nova Iguaçu, intentando causar el mayor número de víctimas posible. Terminaron ejecutando a 17 personas. Después continuaron por las calles de Queimados, municipio vecino, siguiendo la misma estrategia de asesinar a quienes encontraban a su paso y cobrándose otras 12 víctimas, totalizando 29 personas asesinadas en las dos ciudades de la Baixada Fluminense.

### Juicio
En mayo de 2005, el Ministerio Público denunció a 11 PM por su participación en la Masacre de la Baixada, de los cuales seis fueron condenados con decisión de acudir a un jurado popular en febrero de 2006, mientras que los demás fueron liberados por falta de pruebas. Entre aquellos cuya denuncia fue aceptada, el primer ministro Gilmar da Silva Simão, que intentaba beneficiarse de un acuerdo de culpabilidad, fue ejecutado con 15 disparos, minutos después de prestar su declaración.
El tribunal condenó a los cinco policías entre 2006 y 2009, quienes, según el MP, formaban parte de un grupo de exterminio que operaba en esa región.